# Rivière Omo (Éthiopie)
Pour les articles homonymes, voir OMO.
L'Omo est une rivière éthiopienne, longue de 760 km, qui se jette dans le lac Turkana par un delta. Elle prend sa source au sud-ouest d’Addis-Abeba et se fraie un chemin tortueux dans le plateau éthiopien. Ses méandres s'élargissent vers le Sud, à mesure que le paysage s'aplanit. Les crues de l'Omo sont essentielles pour les cultures des populations locales.
La basse vallée de l'Omo se situe au carrefour des frontières avec le Soudan du Sud et le Kenya. C'est une région isolée par des hauts plateaux, les marais et la savane. Dans la région, les conflits inter-ethniques sont fréquents. La basse vallée de l'Omo compte un ensemble de sites préhistoriques de renommée mondiale, où ont été découverts de nombreux fossiles d'hominines, certains vieux de plusieurs millions d'années.

## Histoire
Le parcours de la rivière a été exploré de 1887 à 1897 par le lieutenant d’artillerie italienne Vittorio Bottego, à l’occasion d’expéditions financées par son pays, qui se cherchait à l’époque un rôle colonial à l'égal des autres grandes nations d'Europe.

## Rivière
Principaux affluents :
- Gibe
  - Dano
  - Walga
  - Gilgel Gibe
- Wabe
- Gojeb
- Denchya

Plusieurs barrages ont été construits sur l'Omo : Gilgel Gibe I, Gilgel Gibe II et Gilgel Gibe III ; celui de Koysha est en construction en 2020.

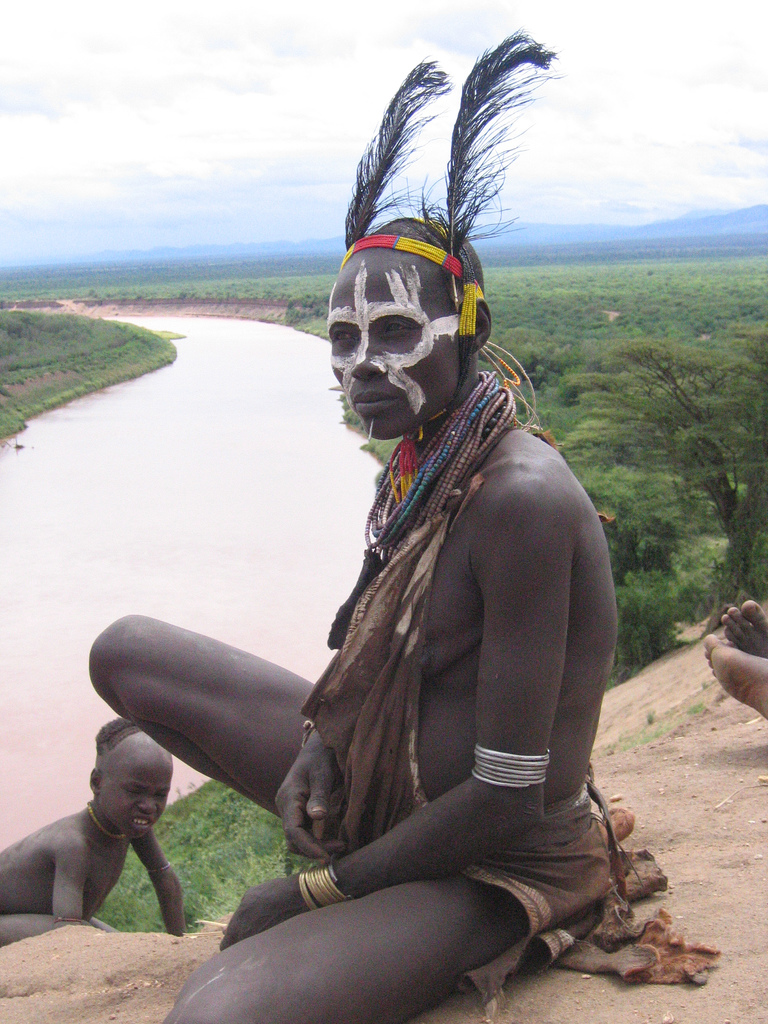
Femme karo dans la basse vallée de l'Omo

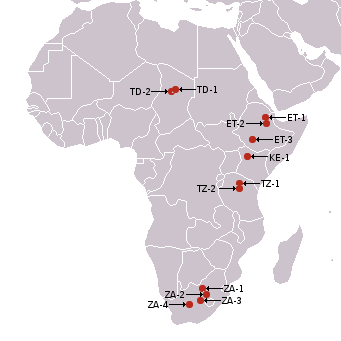
Principaux sites de découverte d'hominines en Afrique :
Tchad (TD) :
• TD-1 – Bahr el-Ghazal
• TD-2 – Djourab
Éthiopie (ET) :
• ET-1 – Hadar
• ET-2 – Herto
• ET-3 – Omo
Kenya (KE) :
• KE-1 – Lac Turkana
Tanzanie(TZ) :
• TZ-1 – Gorges d'Olduvaï
• TZ-2 – Laetoli
Afrique du Sud (ZA) :
• ZA-1 – Sterkfontein
• ZA-2 – Swartkrans
• ZA-3 – Kromdraai
• ZA-4 – Taung

## Les peuples de l'Omo
Dans la vallée de l'Omo vivent de nombreux groupes d'agriculteurs et d'éleveurs semi-nomades : Hamers, Mursis, Turkanas, Karos, Surmas, Bume, Galeba, Dassanetchs, Bèrber, Bodis, Nyangatom, etc.
Les modifications corporelles font partie des pratiques courantes de ces groupes comme en témoignent les reportages des photographes Hans Silvester, Gianni Giansanti ou Rémi Bénali sur l'art de la peinture corporelle des peuples de l'Omo.

## Préhistoire
Près du lac Turkana, la basse vallée de l'Omo compte un ensemble de sites préhistoriques de renommée mondiale, où ont été découverts de nombreux fossiles d'hominines. Elle est inscrite sur la liste du patrimoine mondial de l'UNESCO depuis 1980.
Les gisements paléontologiques sont notamment les témoins de la charnière des époques Pliocène et Pléistocène en Afrique. Les paléoanthropologues français Camille Arambourg et Yves Coppens y ont découvert en 1967 les premiers ossements ayant permis de définir l'espèce Paranthropus aethiopicus (2,7 à 2,3 Ma).
La stratigraphie de la vallée de l'Omo, sur la période allant de 3 à 2 millions d'années (transition Plio-Pléistocène), a été notamment étudiée par Yves Coppens, qui a pu constater l'assèchement progressif du climat dans cette région durant cette période. Il en a tiré la théorie dite de l'Évènement de l'(H)Omo, sur l'émergence du genre Homo, qui succède depuis les années 2000 à la précédente version de sa théorie, dite de l'East Side Story.
La basse vallée de l'Omo est également connue pour l'Homme de Kibish, représenté par deux crânes d'Homo sapiens, Omo Kibish 1 et Omo Kibish 2, découverts en 1967 par l'équipe de Richard Leakey et datés en 2005 de 195 000 ans, datation actualisée en 2022 à 233 000 ans.
À l'est de la vallée de l'Omo proprement dite se trouve le segment sud-éthiopien de la vallée du Grand Rift, où de nombreux gisements préhistoriques ont également été mis au jour. Le complexe de Konso Gardula (KGA), qui s'étage de 1,75 à 0,85 million d'années, présente notamment le deuxième site acheuléen le plus ancien d'Afrique (KGA 6-A1), daté de 1,75 Ma.

### Géologie
- (en) Karl W. Butzer, Recent history of an Ethiopian delta : the Omo River and the level of Lake Rudolf, University of Chicago, Chicago, 1971, 184 p.

### Ethnologie
- (fr) Hans Silvester, Les peuples de l'Omo, La Martinière, 2006  (ISBN 9782732434445)
- (fr) Gianni Giansanti, Paolo Novaresio et Eve Mercier-Sivadjian, Afrique mystérieuse : les peuples oubliés de la vallée de l'Omo, Prisma Presse, Solar, 2004,  (ISBN 9782263037733)
- (fr) Henri Méhier de Mathuisieulx, Lamberto Vannutelli et Carlo Citerni, L'Omo : voyage d'exploration dans le pays des Somalis et l'Éthiopie méridionale, 1900, 24 p.

### Préhistoire
- (fr) Henry de Lumley et Yonas Beyene, Les sites préhistoriques de la région de Fejej, Sud-Omo, Éthiopie, dans leur contexte stratigraphique et paléontologique, Éditions Recherche sur les civilisations, 2004, 635 p.  (ISBN 9782865382958)
- (fr) D. Geraads et Y. Coppens, « Évolution des faunes de mammifères dans le Plio-Pléistocène de la basse vallée de l'Omo (Éthiopie) : apports de l'analyse factorielle », Comptes rendus de l'Académie des sciences. Série 2. Sciences de la terre et des planètes, 1995, vol. 320, no 77, p. 625-637
- (fr) Camille Arambourg, Mission scientifique de l'Omo, 1932-1933 : Géologie–Anthropologie, Muséum national d'histoire naturelle, P. Lechevalier, Ed. du Muséum, 1947, 562 p.
- (fr) Camille Arambourg et René Gabriel Jeannel, Mission scientifique de l'Omo : Zoologie, P. Lechevalier, 1948

## Filmographie
- Le premier homme et son environnement : les fouilles de l'Omo, film documentaire français de Jean-Pierre Baux, 1975, 43'